# Иваненко, Василий Петрович
Ва́силий Петро́вич Иване́нко (5 августа 1904, Махошевская, Кубанская область, Российская империя — 29 июня 1977, Мостовской, Краснодарский край, СССР) — Герой Советского Союза, командир стрелкового отделения 327-го гвардейского горнострелкового полка 128-й гвардейской горнострелковой дивизии, 1-й гвардейской армии 4-го Украинского фронта, гвардии сержант.

## Биография
Родился 5 августа 1904 года в станице Махошевская ныне Мостовского района Краснодарского края в семье крестьянина. Русский. Член ВКП(б) с 1942 года. Окончив начальную школу, работал в колхозе.
В Красной Армии в 1926—1930 годах, 1940—1941 годах и с сентября 1941 года.
14 октября 1944 года в бою за населённый пункт Звала (севернее города Снина, Чехословакия), действуя за помощника командира взвода, заменил выбывшего командира роты и увлёк бойцов в атаку, которая сыграла решающую роль в освобождении Звалы. Рота Иваненко, имея в своём составе всего десять человек, уничтожила в этом бою до пятидесяти вражеских солдат и офицеров.
В дальнейшем, развивая наступление, бойцы Иваненко штурмом овладели вражескими укреплениями на господствующей высоте. Соседним подразделениям не удалось поддержать роту, и она попала в окружение. Стремясь захватить в плен советских воинов, гитлеровцы бросили на высоту несколько рот. В течение полутора суток противник предпринял пятнадцать контратак. Однако гвардейцы устояли, а затем, выходя из окружения, разбили две немецкие радиостанции, перерезали несколько линий связи врага, уничтожили наблюдателей двух немецких командных пунктов, захватили две стереотрубы.
Сам Иваненко в этом бою уничтожил тридцать гитлеровцев и двоих взял в плен. Даже раненый в обе руки, он не покинул поле боя, пока все раненые не были отправлены в госпиталь, а рота не прибыла в своё расположение.
Указом Президиума Верховного Совета СССР от 24 марта 1945 года за мужество, отвагу и героизм, проявленные в борьбе с немецко-фашистскими захватчиками, гвардии сержанту Иваненко Василию Петровичу присвоено звание Героя Советского Союза с вручением ордена Ленина и медали «Золотая Звезда» (№ 8844).
Демобилизован В 1946 году. Жил в посёлке городского типа Мостовской. Был на партийной и хозяйственной работе.
Награждён орденами Ленина, Отечественной войны 2-й степени, Славы 2-й и 3-й степени, медалями.
Умер 29 июня 1977 года.